# HKUD Brda Izbično
Hrvatsko kulturno-umjetničko društvo "Brda" osnovano je 21. siječnja 2007. s ciljem da očuva stare običaje sela Izbična, ali i općenito Hercegovačkih starih običaja.
KUD "Brda" broji 170 članova.U njemu se nalaze mnoga odjeljenja kao:
- Folklor
- Pjevanje
  - Zbor
  - Ganga
  - Bećarac
- Glazba
  - Tambure

## Nastupi

### Dubrovnik
3. veljače 2008. KUD "Brda" nastupio je u Dubrovniku na fešti Sv. Vlaha. 

To je prvi i zasad jedini njihov nastup izvan BiH,a u Dubrovniku su oduševili gledatelje fešte Sv. Vlaha.

### Izbično
1. svibnja 2008. KUD je nastupio u svome "rodnom Izbičnu na glavni blagdan u Izbičnu, na Sv. Josipa Radnika. 

To im je bio drugi nastup u Izbičnu,prvi nastup je bio 16. kolovoza 2007. na "Izbičijadi" (vidi u članku "Izbično")
16. kolovoza 2008. "Brda" su nastupili u Izbičnu, na "Izbičijadi"; tu su obilježili godinu dana od prvog nastupa, također na "Izbičijadi"

### Široki Brijeg
27. svibnja 2008. KUD je opet nastupio u Širokom Brijegu, treći put u sklopu programa "ljetne pozornice" na Trgu širokobrijeških žrtava rata.
31. svibnja 2008. KUD je po drugi put nastupio u Š. Brijegu, i to na otkrivanju Trga Gojka Šuška
27. srpnja 2008. KUD je nastupio na Trgu širokobrijeških žrtava rata na okupljanju dragovoljaca i veterana Domovinskog rata.Osim KUD-a "Brda" nastupili su mnogobrojna Hrvatska kulturno-umjetnička društva: "Vrila" (Mostarski Gradac), KUD-oviUzarići i Biograci, te "Jare" i "Prenj" (Stolac) 
9. rujna 2008. nastupili su u kinu "Borak" u Širokom Brijegu, na predstavljanju knjige Marije Crnjac-Galušić: "Tragovi minulog vremena". 
3. listopada 2008. KUD je (ponovo) nastupio u Širokom Brijegu, i to peti put; na večer folklora u Širokom Brijegu.

### Uskoplje
26. listopada 2008. "Brda" su nastupili na "Uskopaljskim jesenima" 

Radi se o tradicionalnoj kulturnoj manifestaciji koju organizira Hrvatsko kulturno društvo Napredak, podružnica Uskoplje. 
 
Na njoj sudjeluje oko 30 kulturno-umjetničkih društava iz BiH, Hrvatske i Crne Gore.

## Vanjske poveznice
- HKUD "Brda"